# Ракова, Анастасия Владимировна
Анастасия Владимировна Ракова (род. 8 февраля 1976, Ханты-Мансийск, Тюменская область) — заместитель мэра Москвы в правительстве Москвы по вопросам социального развития с 19 сентября 2018 года.
Заместитель мэра Москвы в правительстве Москвы — руководитель аппарата мэра и правительства Москвы (2013—2018 годов).

## Биография
Является выпускницей Тюменского государственного университета, который окончила сначала по специальности «юриспруденция» (1998 год), а затем — «финансы и кредит» (2000 год). С 1998 года работала в аппарате Думы Ханты-Мансийского автономного округа, с 2001 года — при губернаторе Тюменской области. В 2006 году перешла на работу в администрацию президента России, а в 2008 году — на работу в правительство, где проработала до октября 2010 года, когда стало известно, что Ракова по приглашению назначенного мэром Москвы С. С. Собянина, с которым она работала в Тюмени, назначена руководителем аппарата правительства Москвы в ранге заммэра. В этой должности она, по выражению обозревателя издания Meduza, проявилась как «самый влиятельный человек в правительстве Москвы».
В 2013 году она была переведена на должность исполняющей обязанности заместителя Мэра Москвы в Правительстве Москвы, а затем заняла пост заместителя Мэра Москвы в Правительстве Москвы — руководителя Аппарата Мэра и Правительства Москвы.
19 сентября 2018 года назначена заместителем мэра Москвы в правительстве Москвы по вопросам социального развития.
По данным официальной декларации о доходах за 2018 год, у Раковой — две несовершеннолетние дочери, у одной из них в собственности квартира 75,9 м². У самой Раковой был задекларирован годовой доход 8,2 млн рублей, дачный дом 125 м². и квартира 75,9 м²..
В июле 2019 года газета «Собеседник» опубликовала материал, в котором утверждала, что гражданским мужем Раковой и отцом её старшей дочери являлся российский бизнесмен хорватского происхождения Крешимир Филипович.

## Критика
В мае 2020 года Фонд борьбы с коррупцией опубликовал расследование, в котором оценил приблизительную стоимость костюмов и украшений Раковой, в которых она появляется на публике, на 15 млн рублей.
Ракова особо предпочитает одежду итальянского бренда Kiton. Различные деловые костюмы Kiton, в которых она посещала официальные мероприятия, в ФБК оценили в суммы от 250 тысяч до 507 тысяч рублей. Кроме того, чиновница носит одежду брендов Brunello Cucinelli (жакет за 160 тысяч рублей), Chanel (палантин за 77 тысяч рублей) и Loro Piana (два пальто стоимостью 448 тысяч рублей и 477 тысяч рублей).
Ранее ФБК обнаруживал у Раковой дорогие ювелирные украшения, например, колье и серьги от Van Cleef за 1,5 миллиона рублей, кольцо Bulgari за 550 тысяч рублей, бриллиантовую подвеску и серьги Graff за 8,3 миллиона рублей.
По официальной декларации, средний доход вице-мэра составляет семь миллионов рублей в год. Она работает на госслужбе последние 20 лет. В ФБК отмечают, что Ракова не замужем и других источников дохода у неё нет.
Депутат Мосгордумы Евгений Ступин направил Раковой запрос с просьбой разъяснить, соответствуют ли действительности данные ФБК, каков источник доходов, на которые были приобретены одежда и украшения, а также считает ли она этичным их ношение, когда средняя пенсия в Москве составляет 15—20 тыс. рублей. Аппарат Анастасии Раковой перенаправил запрос в управление госслужбы и кадров правительства Москвы. В своём ответе управление сообщило Ступину, что информацию о вице-мэре он может найти на портале mos.ru в разделе «Власть». На этой странице перечислены факты биографии Раковой и её послужной список в правительстве Москвы. Информации о доходах там нет. Ступин впоследствии был исключен из фракции КПРФ и был вынужден уехать из РФ.

## Санкции
13 июня 2025 года внесена в санкционный список Канады лиц, которые по данным «Фонда борьбы с коррупцией», поддерживали нападение на Украину, либо извлекали выгоду от войны. Ранее «Фонд борьбы с коррупцией» внёс Ракову в список коррупционеров и разжигателей войны так как «она вовлечена в коррупционные схемы, направленные на сокрытие систематических нарушений закона и причастна к нарушениям антикоррупционного законодательства, незаконному обогащению».

## Реализованные проекты
Анастасия Ракова, будучи на посту заместителя мэра Москвы по вопросам социального развития, объявила о мерах обеспечения москвичей, страдающих диабетом, современными средствами контроля уровня сахара в крови. 
Поддержка в виде бесплатных глюкометров и тест-полосок является шагом к повышению качества медицинского обслуживания у граждан с данной хронической патологией.

## Награды
- Орден «За заслуги перед Отечеством» IV степени (20 апреля 2021 года) — за большой вклад в организацию работы по оказанию медицинской помощи, предупреждению и предотвращению распространения коронавирусной инфекции (COVID-19)[17]
- Заслуженный юрист Российской Федерации (9 февраля 2012) — за заслуги в законотворческой деятельности и многолетнюю добросовестную работу[18]